# Maison à cariatides de Lauzun
La Maison à cariatides est située à Lauzun, dans le département de Lot-et-Garonne.

## Localisation
La maison à cariatides est située au 30 rue Eugène-Mazelié, à Lauzun.

## Historique

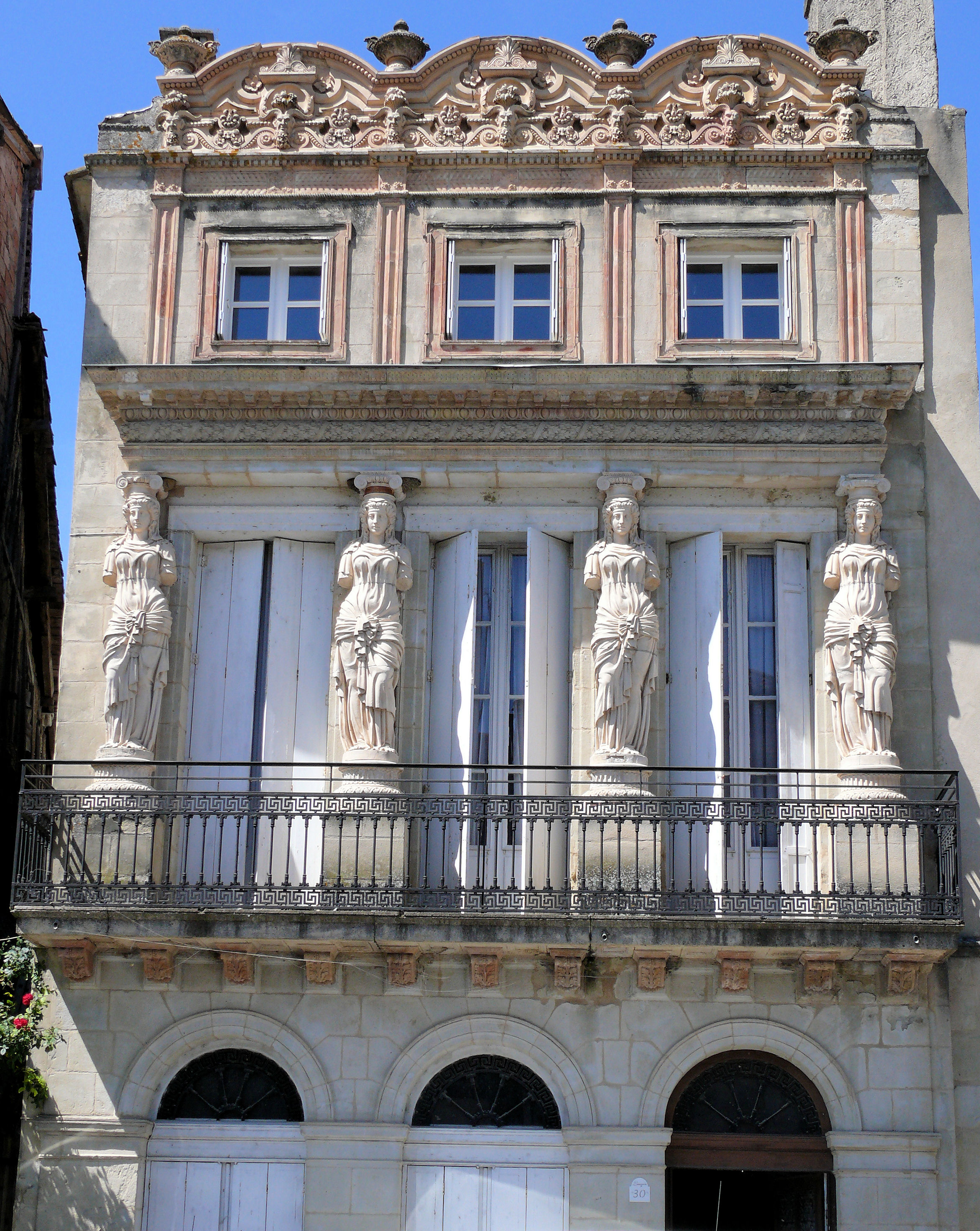
Maison aux cariatides

La maison de trois niveaux a été construite en 1830. Le nom de la maison vient des quatre cariatides féminines à tunique drapée, sans bras, placées entre les trois portes-fenêtres, coiffées de chapiteaux ioniques sur lesquels repose l'entablement de la corniche.
Une autre originalité de la maison, c'est que la façade sur l'avenue Schlierbach est aveugle. Cette particularité vient de ce qu'au moment de la réalisation de la maison, la municipalité avait prévue d'ouvrir une rue, mais de l'autre côté de la maison où se trouvent des fenêtres mais qui ne donnent que sur une petite ruelle.
La maison a été inscrite au titre monuments historiques le 10 mars 1971.